# Aphrodita armadillo
Aphrodita armadillo är en ringmaskart som beskrevs av Bosc 1802. Aphrodita armadillo ingår i släktet Aphrodita och familjen Aphroditidae. Inga underarter finns listade i Catalogue of Life.